# اسپنکر گور (ورزشکار)
اسپنکر گور، (انگلیسی: Spencer Gore؛ زاده ۱۰ مارس ۱۸۵۰ درگذشته ۱۹ آوریل ۱۹۰۶) یک تنیس‌باز اهل بریتانیا بود.